# 荷見武敬
荷見 武敬（はすみ たけよし、1929年12月15日 - 2006年2月6日）は、日本の農学者。
東京生まれ。東京大学経済学部商業学科卒。農林中央金庫勤務。農林中金総合研究所監査役、農林中金研究センター代表取締役専務理事、農協研究賞、農協人文化賞受賞。
協同組合論が専門で、有機農業の草分けとされる。

## 著書
- 『協同組合地域社会への道』家の光協会 1984
- 『協同組合への恋心 基本的価値basic valuesの探究』日本経済評論社 1990
- 『有機農業に賭ける』日本経済評論社 1991
- 『協同組合学ノート』家の光協会 1992

### 共編著
- 『農協の生活活動を考える』三輪昌男,鈴木博共著 家の光協会 1977
- 『有機農業への道 健やかな土・健やかな民』鈴木利徳共著 楽游書房 1977
- 『農産物自給運動 21世紀を耕す自立へのあゆみ』根岸久子,鈴木博共編 御茶の水書房 1986
- 『有機農業 農協の取り組み』河野直践, 鈴木博共著 家の光協会 1988
- 『学校給食を考える 食と農の接点』根岸久子共著 日本経済評論社 1993

## 論文
- ＜荷見武敬